# Neacomys marajoara
Neacomys marajoara és una espècie de mamífer rosegador de la família dels cricètids. És endèmic de l'illa brasilera de Marajó. El seu hàbitat natural és la jungla. Té el pelatge dorsal marró fosc amb alguns pèls de color taronja, mentre que el ventral va del blanc pur al blanc groguenc. El seu nom específic, marajoara, significa ‘de Marajó’ en les llengües tupí-guaraní. Com que fou descoberta fa poc, l'estat de conservació d'aquesta espècie encara no ha estat avaluat formalment.